# Raphael J. Sevilla
Raphael J. Sevilla (Città del Messico, 3 settembre 1905 – Città del Messico, 2 gennaio 1976) è stato un regista, sceneggiatore e produttore cinematografico messicano che lavorò talvolta come montatore, assistente alla regia e scenografo, oltre ad apparire fugacemente sullo schermo anche nelle vesti di attore.

## Filmografia

### Regista
- Más fuerte que el deber (1931)
- Almas encontradas (1934)
- La mujer del puerto, co-regia di Arcady Boytler (1934)
- La sangre manda, co-regia di José Bohr (1934)
- La rivolta del Messico  (Juárez y Maximiliano), co-regia di Miguel Contreras Torres (1934)
- Corazón bandolero (1934)
- El ciento trece, co-regia di Ernesto Vilches (1935)
- María Elena (1936)
- Irma la mala (1936)
- La gran cruz (1937)
- A la orilla de un palmar (1937)
- Guadalupe La Chinaca (1938)
- Perjura (1938)
- Luna Criolla (1939)
- El fantasma de medianoche (1939)
- Miente y serás feliz (1940)
- El secreto de la monja (1940)
- La torre de los suplicios (1941)
- El insurgente (1941)
- Amor chinaco (1941)
- La abuelita (1942)
- Esa mujer es la mía (1942)
- Maravilla del toreo (1943)
- Porfirio Díaz, co-regia di Rafael M. Saavedra (1944)
- Club verde (1945)
- Como yo te quería (1945)
- Asesinato en los estudios (1946)
- La niña de mis ojos (1947)
- El amor abrió los ojos (1947)
- Una mujer con pasado (1949)
- El miedo llegó a Jalisco (1949)
- Canas al aire (1949)
- Quinto patio (1950)
- El billetero (1953)
- La calle de los amores (1954)
- Tu vida entre mis manos (1955)
- Encrucijada (1956)
- Paraíso escondido (1962)
- La rabia por dentro, co-regia di Myron J. Gold (1962)

### Sceneggiatore
- Más fuerte que el deber, regia di Raphael J. Sevilla (1931)
- Águilas frente al sol, regia di Antonio Moreno (1932)
- Sobre las olas, regia di Miguel Zacarías (1933)
- Almas encontradas, regia di Raphael J. Sevilla (1934)
- La mujer del puerto, regia di Raphael J. Sevilla e Arcady Boytler (1934)
- Corazón bandolero, regia di Raphael J. Sevilla (1934)
- María Elena, regia di Raphael J. Sevilla (1936)
- Irma la mala, regia di Raphael J. Sevilla (1936)
- La abuelita, regia di Raphael J. Sevilla (1942)
- Maravilla del toreo, regia di Raphael J. Sevilla (1943)
- El mexicano, regia di Agustín P. Delgado (1944)
- Asesinato en los estudios, regia di Raphael J. Sevilla (1946)
- La niña de mis ojos, regia di Raphael J. Sevilla (1947)
- El amor abrió los ojos, regia di Raphael J. Sevilla (1947)
- Una mujer con pasado, regia di Raphael J. Sevilla (1949)
- El miedo llegó a Jalisco, regia di Raphael J. Sevilla (1949)
- Canas al aire, regia di Raphael J. Sevilla (1949)
- Quinto patio, regia di Raphael J. Sevilla (1950)
- El billetero, regia di Raphael J. Sevilla (1953)
- La calle de los amores, regia di Raphael J. Sevilla (1954)
- Tu vida entre mis manos, regia di Raphael J. Sevilla (1955)
- Encrucijada, regia di Raphael J. Sevilla (1956)
- La rabia por dentro, co-regia di Myron J. Gold (1962)
- Quinto patio, regia di Federico Curiel (1970)

### Attore
- Una luz en mi camino, regia di José Bohr (1939)
- Asesinato en los estudios, regia di Raphael J. Sevilla (1946)
- La calle de los amores, regia di Raphael J. Sevilla (1954)
- Il generale dei desperados (Villa!!), regia di James B. Clark (1958)